# Голубянка точечная
Голубянка точечная или голубянка точечная степная или голубянка совершенная (Phengaris teleius) — вид бабочек из семейства голубянки.

## Этимология латинского названия
Telejus (с греческого) — «точка», либо «совершенный», отражает внешность бабочки .

## Описание
Длина переднего крыла 17-21 мм. Верхняя сторона крыльев голубого цвета с широкой темной каймой и белой бахромкой по краю. Имеются чёрное срединное пятно в центральной ячейке переднего крыла и ряд темных поперечных пятен, которые в ряде случаев могут быть редуцированы. Самки отличаются более широким затемнением края крыла и более серым оттенком основного фона крыла. Нижняя сторона крыльев светло-серо-бурая с 2 дугообразно изогнутыми параллельными рядами мелких чёрных точек на светлом фоне. Несколько аналогичных точек располагается в прикорневой части заднего крыла и удлиненных — в центре каждого крыла.

## Ареал и местообитание

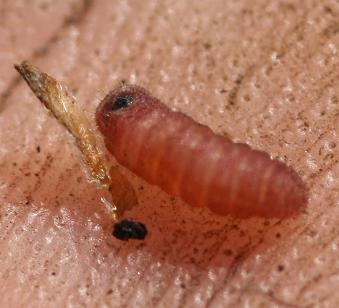
Гусеница

Западная (Франция), Центральная и Восточная Европа, умеренная зона Азии к северу местами до южной границы подзоны средней тайги, Северный Китай, Монголия, Корея, Япония.
Встречается в южной половине Польши (отсутствует на северных склонах Карпат), в Словакии и Венгрии. Вид вымер в Нидерландах (с 1971 г.). Оторванный от основного ареала участок обитания имеется в Прибалтике — в Юго-западной Латвии и в Литве. В Белоруссии — крайне локален, известен только из нескольких мест в Полесье в долине реки Припять и её притоков. В средней полосе России встречается очень локально во всех подзонах. На Украине обитает в лесной и лесостепной зонах, в Прикарпатье и Закарпатье; локальные популяции имеются в Днепропетровской и Донецкой областях.
Населяет разнотравные луга с обязательным произрастанием кормового растения — кровохлебки лекарственной, а также заболоченные лесные поляны и торфяники. В средней полосе и лесостепи России населяет мезофитные луга. На Южном Урале встречается на разнотравных склонах.
На Кавказе населяет влажные горные луга на высотах от 1000 до 1600 м н.у.м., с присутствием кровохлебки.

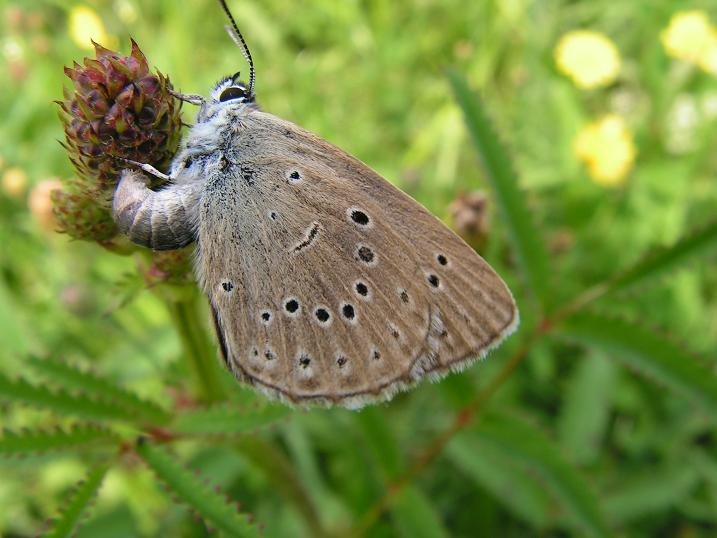
Самка откладывает яйца на цветок кровохлёбки

## Биология
Разваривается в одном поколение за год. Бабочки встречаются с конца июня до середины августа. Самка откладывает яйца на цветки кровохлебки (Sanguisorba afficinalis). Стадия яйца длится 8 дней. До зимовки гусеницы питаются цветками и плодами. Развитие гусениц, как и у остальных видов рода Maculinea, тесно связано с муравьями. После зимовки гусеницы живут в гнездах муравьев рода Myrmica (Myrmica sabuleti, M. rubra, M. vandeli, M. scabrinodis), где питаются их личинками. Окукливаются либо в муравейнике, либо рядом в земле или под камнями.

## Охрана
Вид включен в Красный список МСОП (категория — LR/nt, ver. 2.3, 1994), в Красную книгу Европейских дневных бабочек (SPEC 3, категория — VU). Включен в Красные книги Московской области, Россия (1998), (1 категория); Латвии (1998) (3 категория); Литвы (1992) (2 категория); Беларуси (3 категория).
Отнесен к видам, находящимся под угрозой исчезновения или исчезающим в Бельгии, Франции, Германии, Швейцарии, Австрии, Италии, Польше и ряде других государств Европы.